# Campeonato Nacional de Haití 2020-21
El Campeonato Nacional de Haití 2020-21 fue la edición número 58 de la Liga de fútbol de Haití, la máxima categoría del fútbol de Haití. La temporada comenzó el 5 de septiembre de 2020 y estaba calendarizada para terminar en junio de 2021, sin embargo, el campeonato nunca finalizó debido a la inestabilidad del país producto de la crisis sanitaria por COVID-19, la inflación del país, las protestas contra el gobierno de Jovenel Moïse, el asesinato posterior de este, el terremoto de agosto; entre otros factores.

## Equipo participantes
| - America des Cayes - Arcahaie FC - AS Capoise - AS Cavaly - AS Mirebalais - Baltimore SC - Cosmopolites SC - Don Bosco FC - FC Juventus des Cayes | - FICA - Ouanaminthe FC - Racing Club Haïtien - Racing Gônaïves FC - Real Hope FA - Tempête FC - Triomphe Liancourt FC - US Rivartibonitienne - Violette AC |

## Serie de Apertura
| Pos. | Equipo                | Pts. | PJ | G | E  | P | GF | GC | Dif. | Clasificación 2020               |
| ---- | --------------------- | ---- | -- | - | -- | - | -- | -- | ---- | -------------------------------- |
| 1    | Arcahaie FC           | 30   | 17 | 9 | 3  | 5 | 20 | 10 | +10  | Clasifica a las semifinales      |
| 2    | Baltimore SC          | 30   | 17 | 8 | 6  | 3 | 12 | 5  | +7   | Clasifica a las semifinales      |
| 3    | Triomphe Liancourt FC | 30   | 17 | 9 | 3  | 5 | 17 | 15 | +2   | Clasifica a los cuartos de final |
| 4    | AS Capoise            | 27   | 17 | 7 | 6  | 4 | 16 | 12 | +4   | Clasifica a los cuartos de final |
| 5    | Racing Club Haïtien   | 27   | 17 | 8 | 3  | 6 | 17 | 14 | +3   | Clasifica a los cuartos de final |
| 6    | Violette AC           | 25   | 17 | 5 | 10 | 2 | 18 | 13 | +5   | Clasifica a los cuartos de final |
| 7    | AS Cavaly             | 25   | 17 | 7 | 4  | 6 | 16 | 14 | +2   |                                  |
| 8    | America des Cayes     | 25   | 17 | 7 | 4  | 6 | 16 | 15 | +1   |                                  |
| 9    | Real Hope FA          | 23   | 17 | 6 | 5  | 6 | 21 | 15 | +6   |                                  |
| 10   | Tempête FC            | 22   | 17 | 6 | 4  | 7 | 18 | 15 | +3   |                                  |
| 11   | FC Juventus des Cayes | 22   | 17 | 6 | 4  | 7 | 12 | 16 | −4   |                                  |
| 12   | US Rivartibonitienne  | 20   | 17 | 5 | 5  | 7 | 15 | 22 | −7   |                                  |
| 13   | Don Bosco FC          | 19   | 17 | 4 | 7  | 6 | 20 | 21 | −1   |                                  |
| 14   | Ouanaminthe FC        | 18   | 17 | 4 | 6  | 7 | 11 | 18 | −7   |                                  |
| 15   | Cosmopolites SC       | 18   | 17 | 4 | 6  | 7 | 13 | 23 | −10  |                                  |
| 16   | FICA                  | 17   | 17 | 2 | 11 | 4 | 17 | 16 | +1   |                                  |
| 17   | Racing Gônaïves FC    | 15   | 17 | 3 | 7  | 7 | 12 | 18 | −6   |                                  |
| 18   | AS Mirebalais         | 14   | 17 | 2 | 8  | 7 | 10 | 19 | −9   |                                  |

Actualizado a los partidos jugados el 20 de diciembre de 2020.
 Fuente: Soccerway
Notas:
1. ↑  Racing Gônaïves FC se le descontaron 1 punto por alinear a un jugador suspendido en la ronda 7.

### Cuartos de final
| Local                 | Global | Visita              | Ida | Vuelta |
| --------------------- | ------ | ------------------- | --- | ------ |
| Triomphe Liancourt FC | 2–4    | Violette AC         | 0–3 | 2–1    |
| AS Capoise            | 4–3    | Racing Club Haïtien | 3–2 | 1–1    |

### Semifinales
| Local        | Global         | Visita      | Ida | Vuelta |
| ------------ | -------------- | ----------- | --- | ------ |
| Baltimore SC | 0–2            | Violette AC | 0–1 | 0–1    |
| Arcahaie FC  | 0–0 (2–0 pen.) | AS Capoise  | 0–0 | 0–0    |

### Final
| Local       | Global | Visita      | Ida | Vuelta |
| ----------- | ------ | ----------- | --- | ------ |
| Arcahaie FC | 1–3    | Violette AC | 1–2 | 0–1    |

| Bandera de Haití               |
| Campeón Violette AC 7.° título |

## Serie de Clausura
| Pos. | Equipo                | Pts. | PJ | G | E | P | GF | GC | Dif. | Clasificación 2021                 |
| ---- | --------------------- | ---- | -- | - | - | - | -- | -- | ---- | ---------------------------------- |
| 1    | Don Bosco FC          | 16   | 8  | 4 | 4 | 0 | 14 | 5  | +9   | Clasifica a las semifinales        |
| 2    | AS Mirebalais         | 15   | 9  | 3 | 6 | 0 | 8  | 5  | +3   | Clasifica a las semifinales        |
| 3    | US Rivartibonitienne  | 15   | 9  | 3 | 6 | 0 | 8  | 5  | +3   | Clasificado a los cuartos de final |
| 4    | Ouanaminthe FC        | 13   | 9  | 3 | 4 | 2 | 7  | 7  | 0    | Clasificado a los cuartos de final |
| 5    | Arcahaie FC           | 12   | 6  | 3 | 3 | 0 | 7  | 1  | +6   | Clasificado a los cuartos de final |
| 6    | AS Cavaly             | 12   | 6  | 3 | 3 | 0 | 9  | 4  | +5   | Clasificado a los cuartos de final |
| 7    | FICA                  | 12   | 9  | 3 | 3 | 3 | 5  | 4  | +1   |                                    |
| 8    | Tempête FC            | 12   | 8  | 3 | 3 | 2 | 7  | 8  | −1   |                                    |
| 9    | AS Capoise            | 11   | 9  | 3 | 2 | 4 | 6  | 5  | +1   |                                    |
| 10   | Triomphe Liancourt FC | 10   | 8  | 2 | 4 | 2 | 8  | 6  | +2   |                                    |
| 11   | Real Hope FA          | 10   | 9  | 3 | 1 | 5 | 10 | 11 | −1   |                                    |
| 12   | Violette AC           | 10   | 9  | 2 | 4 | 3 | 7  | 8  | −1   |                                    |
| 13   | Racing Gônaïves FC    | 10   | 9  | 2 | 4 | 3 | 4  | 7  | −3   |                                    |
| 14   | America des Cayes     | 8    | 7  | 2 | 2 | 3 | 7  | 7  | 0    |                                    |
| 15   | FC Juventus des Cayes | 8    | 8  | 2 | 2 | 4 | 5  | 8  | −3   |                                    |
| 16   | Baltimore SC          | 6    | 8  | 1 | 3 | 4 | 6  | 9  | −3   |                                    |
| 17   | Racing Club Haïtien   | 6    | 8  | 1 | 3 | 4 | 8  | 16 | −8   |                                    |
| 18   | Cosmopolites SC       | 4    | 7  | 1 | 1 | 5 | 3  | 13 | −10  |                                    |

Actualizado a los partidos jugados el 30 de mayo de 2021.
 Fuente: Soccerway

## Tabla Acumulada
| Pos. | Equipo                | Pts. | PJ | G  | E  | P  | GF | GC | Dif. | Clasificación 2020-21                              |
| ---- | --------------------- | ---- | -- | -- | -- | -- | -- | -- | ---- | -------------------------------------------------- |
| 1    | Arcahaie FC           | 42   | 23 | 12 | 6  | 5  | 27 | 11 | +16  |                                                    |
| 2    | Triomphe Liancourt FC | 40   | 25 | 11 | 7  | 7  | 25 | 21 | +4   |                                                    |
| 3    | AS Capoise            | 38   | 26 | 10 | 8  | 8  | 22 | 17 | +5   |                                                    |
| 4    | AS Cavaly             | 37   | 23 | 10 | 7  | 6  | 25 | 18 | +7   |                                                    |
| 5    | Baltimore SC          | 36   | 25 | 9  | 9  | 7  | 18 | 14 | +4   |                                                    |
| 6    | Don Bosco FC          | 35   | 25 | 8  | 11 | 6  | 34 | 26 | +8   |                                                    |
| 7    | Violette AC           | 35   | 26 | 7  | 14 | 5  | 25 | 21 | +4   | Clasificado al Campeonato de Clubes de la CFU 2022 |
| 8    | Tempête FC            | 34   | 25 | 9  | 7  | 9  | 25 | 23 | +2   |                                                    |
| 9    | US Rivartibonitienne  | 34   | 26 | 8  | 10 | 8  | 22 | 28 | −6   |                                                    |
| 10   | Real Hope FA          | 33   | 26 | 9  | 6  | 11 | 31 | 26 | +5   |                                                    |
| 11   | America des Cayes     | 33   | 24 | 9  | 6  | 9  | 23 | 22 | +1   |                                                    |
| 12   | Racing Club Haïtien   | 33   | 25 | 9  | 6  | 10 | 25 | 40 | −15  |                                                    |
| 13   | Ouanaminthe FC        | 31   | 26 | 7  | 10 | 9  | 18 | 25 | −7   |                                                    |
| 14   | FC Juventus des Cayes | 30   | 25 | 8  | 6  | 11 | 17 | 24 | −7   |                                                    |
| 15   | FICA                  | 29   | 26 | 5  | 14 | 7  | 22 | 20 | +2   |                                                    |
| 16   | AS Mirebalais         | 29   | 26 | 5  | 14 | 7  | 18 | 24 | −6   | Descenso a Segunda División 2021-22                |
| 17   | Racing Gônaïves FC    | 25   | 26 | 5  | 11 | 10 | 16 | 25 | −9   | Descenso a Segunda División 2021-22                |
| 18   | Cosmopolites SC       | 22   | 24 | 5  | 7  | 12 | 16 | 36 | −20  | Descenso a Segunda División 2021-22                |

Actualizado a los partidos jugados el 30 de mayo de 2021.
 Fuente: Soccerway
Notas:
1. ↑  Racing Gônaïves FC se le descontaron 1 punto por alinear a un jugador suspendido en la ronda 7.